# Josipina Eleonora Hudovernik
Josipina Hudovernik, sœur Marija Eleonora le 25 mars 1863 à Radovljica et morte le 1er mars 1945 à Ljubljana) est une compositrice slovène.

## Biographie
Elle fréquente l'école populaire de Radovljica, puis l'école populaire et le collège des professeurs privés des Ursulines de Ljubljana, où elle passe en 1891 l'examen de qualification pour les écoles primaires et l'année suivante pour les écoles moyennes. Elle a ensuite étudié le français et l'italien. Dès 1881, elle entre dans l'Ordre des Ursulines.
Elle étudie la musique en privé, le piano avec la conservatrice Valentina Karinger et l'orgue avec Anton Foerster. Elle étudie ensuite le chant avec Berta de Pop-Stockert. Elle passe un examen spécial de chant, piano et orgue avec distinction en 1893. Grâce à son talent, elle est rapidement devenue une organiste et compositrice de renom. Au début, elle a travaillé comme professeur de musique dans une école bourgeoise pour filles, et plus tard, entre 1903 et 1923, elle a été directrice. Elle est créditée de plus de 120 compositions chorales, dont la plupart ont été écrites pour la chorale du monastère et pour l'école à la maison. 